# Colegio de la Abogacía de Barcelona
El Ilustre Colegio de la Abogacía de Barcelona (ICAB) (en idioma catalán: Il·lustre Col·legi de l'Advocacia de Barcelona (ICAB)) es una corporación profesional a la que deben pertenecer los abogados que ostenten el título de abogado para poder ejercer la abogacía en toda España.

## Historia
Fue instituida por una cédula real en 1832.
Desde 1895, conjuntamente con la Acadèmia de Jurisprudència i Legislació de Catalunya, instalada en el mismo edificio, publica la Revista Jurídica de Cataluña y en 1983 publica El Mundo Jurídico. Cuenta con una Escuela de Práctica Jurídica y una Comisión de Cultura que programa actos de interés público, también cuenta con una bolsa de trabajo. El cargo de decano es de libre elección, como todos los de la junta de gobierno, y goza de un gran prestigio. Actualmente tiene más de 17.500 colegiados.
La sede está ubicada desde 1925 en el Palacio Casades, en la calle Mallorca núm. 283 de Barcelona. Las obras de reforma y adaptación del palacio al nuevo uso fueron llevadas a cabo en 1924 por Juli Batllevell, con decoración de Jaume Llongueras. Posteriormente, en 1950, el arquitecto Agustí Borrell y el decorador Oscar Lena hicieron una nueva ampliación del edificio.
Las anteriores sedes del Colegio de Abogados habían sido el anexo de la Iglesia de San Felipe Neri (1837), el piso principal de la calle de la Leona, 14 / Aviñón (1865) y la Casa del Arcediano (1895).

## Biblioteca
Desde el 1833, el Colegio dispone de una biblioteca que pone a disposición de los colegiados los recursos documentales necesarios para el ejercicio de la profesión. Está especializada en derecho y ciencias sociales y está considerada como una de las bibliotecas jurídicas más importantes de Europa. Tiene más de 300.000 volúmenes, cerca de 1.300 títulos de publicaciones periódicas y 50 bases de datos con contenido legislativo, jurisprudencial, doctrinal, de modelos y formularios.
En 1989 se iniciaron las tareas de informatización de la Biblioteca, así hoy puede consultar todo el fondo posterior a 1978 desde el catálogo en línea: cerca de 30.000 monografías, todas las publicaciones periódicas y casi 30.000 artículos vaciados.
Dispone de tres salas de acceso público: la Sala de Lectura, donde se ubican las monografías publicadas en los últimos 6 años organizadas por materias; la hemeroteca, donde se encuentran los últimos años de las revistas de más consulta ordenadas alfabéticamente, y la prensa diaria, y la sala de bases de datos, equipada con 20 ordenadores, donde se encuentra el acceso a todos los recursos electrónicos y en Internet.
Su colección de fondo antiguo la distingue de las demás bibliotecas jurídicas privadas europeas: pergaminos (unos 800), alegaciones jurídicas (40.000), manuscritos (200) y libros impresos (26 incunables y 2000 del siglo XVI), desde del siglo XII hasta el 1900. En estos momentos hay más de 3.500 libros antiguos catalogados y unos 800 de digitalizados.

## Premio Extraordinario Futuros Abogados y Abogadas de Barcelona del ICAB
En el año 2020 el ICAB y el Grupo de la Abogacía Joven de Barcelona (GAJ Barcelona) crearon el Premio Extraordinario Futuros Abogados y Abogadas de Barcelona, un premio regional de ámbito barcelonés que premia la formación académica de los estudiantes y alumnos de abogacía de universidades barcelonesas (Universidad de Barcelona, Universidad Pompeu Fabra, Universidad Abad Oliba y ESADE).
Se otorgan cuatro premios al mejor trabajo de fin de máster (TFM) en el máster de abogacía en las especialidades Derecho penal, civil y mercantil, laboral y administrativo; un premio al que mejor calificación obtenga en la prueba de estado de acceso a la abogacía y un premio a la mejor carrera académica.